# Gare de La Rivière-Thibouville
La gare de La Rivière-Thibouville est une gare ferroviaire française (fermée) de la ligne de Serquigny à Oissel, située près de La Rivière Thibouville sur le territoire de la commune de Fontaine-la-Soret dans le département de l'Eure en région Normandie.
Elle est mise en service en 1865 par la Compagnie des chemins de fer de l'Ouest.
Située entre deux bourgs, en campagne, elle est fermée vers la fin du XXe siècle par la Société nationale des chemins de fer français (SNCF), Son ancien bâtiment voyageurs est toujours présent.

## Situation ferroviaire
Établie à 68 mètres d'altitude, la gare de La Rivière-Thibouville est située au point kilométrique (PK) 4,788 de la ligne de Serquigny à Oissel, entre les gares de Serquigny et de Brionne (voir Schéma de la ligne de Serquigny à Oissel).

## Histoire

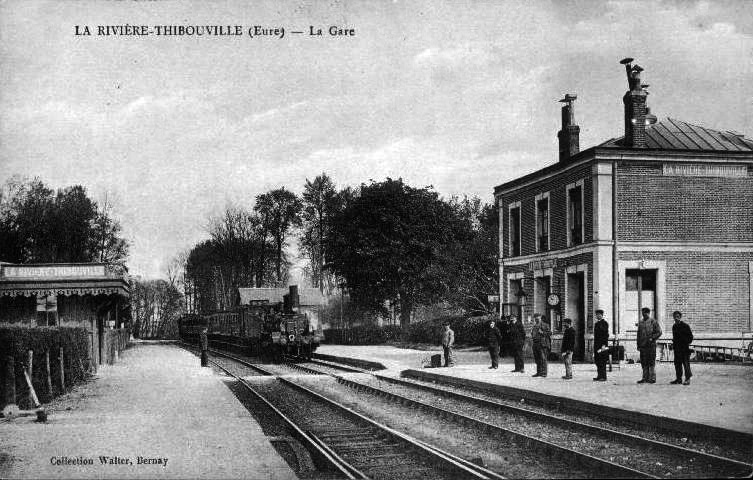
Gare et train arrivant vers 1900.

La station de La Rivière-Thibouville est mise en service le 24 juillet 1865 par la Compagnie des chemins de fer de l'Ouest, lorsqu'elle ouvre à l'exploitation l'embranchement de Serquigny à Rouen de la ligne de Paris à Caen et à Cherbourg.
En 1895, des travaux d'extension des aménagements de la gare sont réalisés.
En 1900, le bâtiment principal est ravalé et la toiture est réparée. En 1901, des réparations sont effectuées sur la charpente de la halle à marchandises de la gare.

## Service des voyageurs

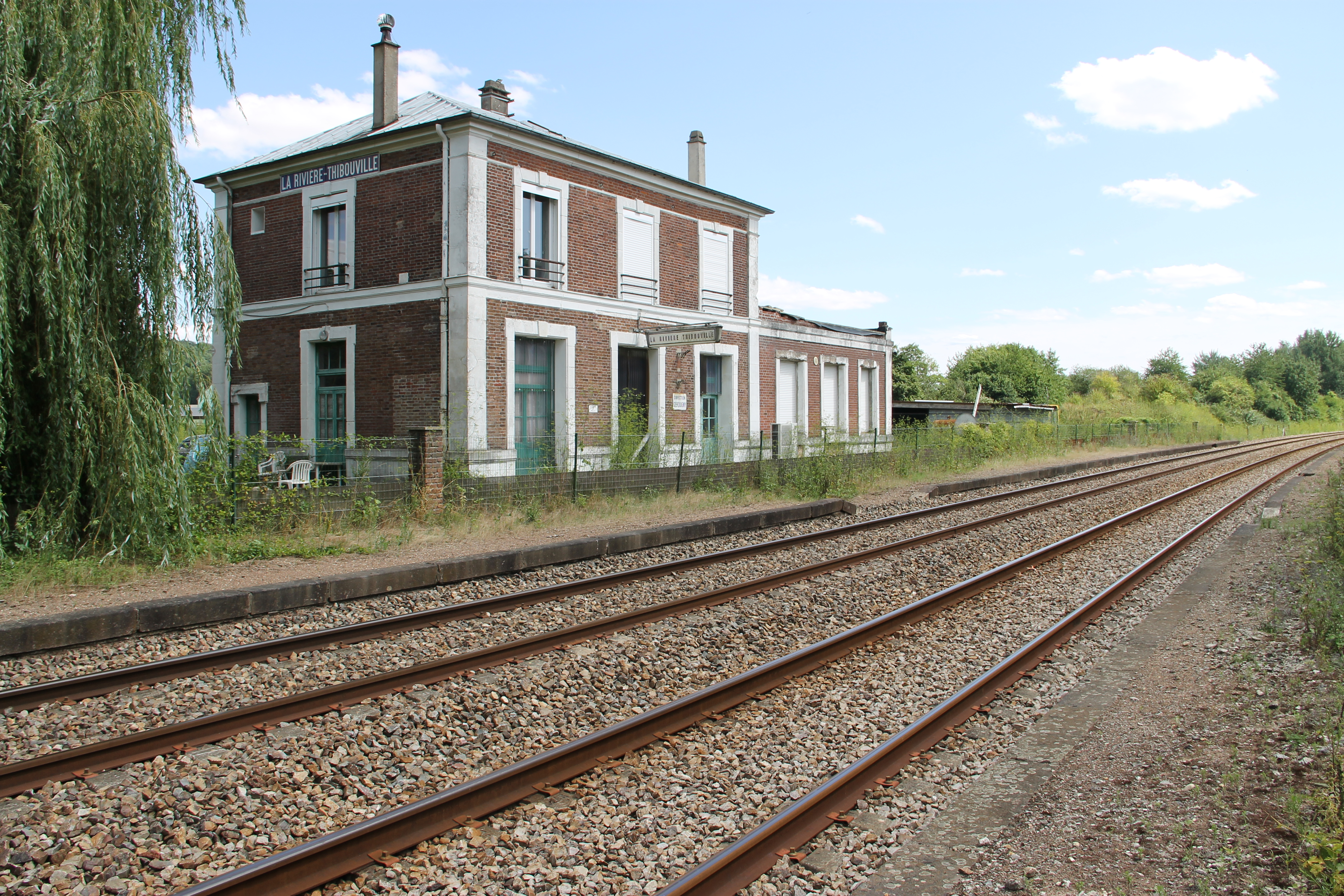
L'ancienne gare en 2018

La gare de La Rivière-Thibouville est fermée au service des voyageurs.

## Patrimoine ferroviaire
L'ancien bâtiment voyageurs, désaffecté, a été transformé en habitation. Les quais subsistent.